# Habrobracon americanus
Habrobracon americanus är en stekelart som först beskrevs av William Harris Ashmead 1890.  Habrobracon americanus ingår i släktet Habrobracon och familjen bracksteklar. Inga underarter finns listade i Catalogue of Life.